# ソニック・ザ・ヘッジホッグ2
『ソニック・ザ・ヘッジホッグ2』 (SONIC THE HEDGEHOG 2) は、セガ・エンタープライゼスが1992年11月21日に発売したメガドライブ用横スクロールアクションゲーム。ソニックシリーズ第2作。略称は『ソニック2』。
また、日本国外では同名タイトルだが内容の異なるセガ・マスターシステム版も発売（日本ではメガドライブ版と同日にゲームギア用ソフトとして発売）されている。

## ゲーム内容

### 操作方法
基本的には前作と同じだが、今回は新たにスピンダッシュが追加された。方向ボタンを下に入力した状態でボタンを押すとその場で回転を始める。そして、その状態から方向ボタンを離すと勢いよく加速することができる。方向ボタンを下にしてその場で回転した状態でボタンを連打すると、さらに加速度を上昇させることができる。

### プレイヤーキャラクター
この作品で初めてテイルスが登場した。プレイ中は常にソニックの後を追う。2プレイヤー側にもコントローラを接続しているときは操作することができる。テイルスはミスをしても復活するため、実質上無敵である。なお、オプションでプレイヤー設定をテイルスのみにすると、1プレイヤーでテイルスのみで操作ができる（ソニックのみにした場合は一人用で、前作と同じようなものにできる）。この場合は無敵状態ではなく、ソニックと同じ扱いになる。
また、『ソニック&ナックルズ』のカートリッジに本ソフトのカートリッジを装着する「ロックオンシステム」を用いることで、ナックルズを操作することも可能となる。

### 対戦モード
今作は新たに2人で対戦できるモードが追加された。このモードではインターレース表示で縦の解像度を倍にした上で、上下に2画面を表示した状態となる。1プレイヤー側は上画面でソニック、2プレイヤー側は下画面でテイルスを操作する。選べるステージはエメラルドヒルゾーン・カジノナイトゾーン・ミスティックケイブゾーンの3つ。アクト2の最後にドクター・エッグマンは登場せず、ゴールに変更されている。片方がゴールすると、もう片方は1分以内にゴールできなければ失格になる。勝利判定は以下の項目で決定する。
1. スコア
2. 時間
3. リング
4. 取得したリングの数
5. アイテムを取得した回数

なお、片方のプレーヤーの残機がなくなった地点で終了になり、ゲームオーバーになったプレーヤーは強制的に負けとなる。また、全てのステージで同点だった場合はスペシャルステージで勝負し、リングを多く取得した方が勝ちとなる。
スペシャルステージ単独の対戦も可能で、この場合は上下に分割せず、2人プレイと同じ状態になる。各ステージ3ラウンドを行い、各ラウンド終了時にリングが多いプレーヤーがポイント獲得となり、3ラウンド終了時に2ポイント以上獲得したプレーヤーの勝ちとなる。2ステージ終了時に勝利数が同じ場合は3ステージ目で勝負し、ルールは同じで3ラウンド終了時に2ポイント以上獲得したプレーヤーの勝ちになる。
このモードは2人プレイ用だが、対戦せずに1人で各ステージの練習としてもでき、1人プレイで遊ぶ際の練習としてもプレイできる。

### コンティニュー
アクトクリア時のタイムボーナスと、取得したリングのスコアの合計が1万点以上に到達すると、コンティニューが1回増える。

## プロローグ
遠い昔、ウエストサイドアイランドの人々は不思議な石を使って文明を発展させ、思うがままの繁栄を手に入れた。しかし石の誤った使い方を試みた人々により、一夜にして文明の全てが無に帰し、不思議な石は神々によって島のどこかに封印されてしまった。
音速のハリネズミ"ソニック"はいつもの気ままな冒険の途中に偶然、緑の草原が広がる小さな島"ウエストサイドアイランド"を発見し、しばらくその島で休むため愛機"トルネード"を着陸させた。そしてそれを追いかけるように怪しい光が島の反対側に消えていった。
ソニックが島に着陸して数日経ったある日、ソニックは自分の後を誰かがついてくるのに気が付いた。ソニックが振り返るとそこには小さなキツネ"マイルス・パウアー"がいた。マイルスはソニックに気付かれると慌てて木の影に隠れるものの、ソニックが走り出すとまた一生懸命に後を追いかけた。そんなマイルスをソニックは別段気にせず好きにさせることを決めた。
マイルスは自身の2本の尻尾から島の皆に"テイルス"と呼ばれている。2本の尻尾のせいでいじめられることもあったがソニックに出会い、ソニックのようになろうと努力したことで前向きな性格へと変わった。
ある昼下がり、浜辺で美しい飛行機を見つけたマイルスは駆け出すように近づいていった。機械や乗物が大好きなマイルスが機体に見とれながら反対側まで歩いていくが、翼の下で昼寝をしているソニックを見て踵を返し機体の向こう側に戻ったその時、森の方で爆発が起こった。状況が飲み込めないマイルスの目には赤く燃える森と何かを探すように地面を掘り起こすロボットたちが映った。
島を覆っていく炎を茫然と見ていたマイルスは隣に気配を感じた。そこには燃え上がる森を睨み付けるソニックがいた。ソニックは「エッグマンめ……!」と呟くと同時に森へと駆け出し、マイルスも無意識にソニックを追いかけていった。
ドクター・エッグマンはソニックを追いかけてウエストサイドアイランドへとやって来ていた。そしてカオスエメラルドを手に入れ、究極兵器"デスエッグ"を完成させるため行動を開始した。

## スペシャルステージ
リングを50枚所持している状態でポイントマーカーを通過すると、星でできた輪が出現する。これに触れるとスペシャルステージが始まる。ただし、スペシャルステージに入ると、今まで集めたリングが全て無くなり、配置されたところに戻っていく。
スペシャルステージは奥への強制スクロールで、左右の移動とジャンプのみの操作で規定のリングを集めてカオスエメラルドを手に入れることが目的である。ステージ上には爆弾があり、これに当たってしまうとリングが10個減少する。また、チェックゲートが3つあり、チェックゲートごとに決められたリングを集めなければならず、リングが足りない状態でチェックゲートに到達するとスペシャルステージは強制終了する。リングの必要数はソニック＆テイルスが厳しく、ソニックのみやテイルスのみより1.5倍要求される。
カオスエメラルドを7個全て獲得した状態でリングを50枚以上取ってジャンプすると「スーパーソニック」に変身可能になり、変身中は無敵状態で移動速度も上昇するが、時間の経過とともにリングが1個ずつ減少し、リングが無くなると元の姿に戻る。また、7個すべて獲得した状態でクリアすると、真のエンディングが見られる。

## ステージ
ゲームの舞台は「ウエストサイドアイランド」と呼ばれ、全部で11のゾーンからなる。各ゾーンはアクトという基本2つの区間に区切られる。また、これらのステージとは独立して、前述したスペシャルステージが存在する。
ZONE1 EMERALD HILL ZONE（エメラルドヒルゾーン）
前作のグリーンヒルゾーンに似た草原地帯。
ZONE2 CHEMICAL PLANT ZONE（ケミカルプラントゾーン）
坂道やパイプが縦横無尽に伸びている化学工場。アクト2はマップ下部が大量の液体（ガイドブック等では“薬品”と名義）で満たされ、水没すると水中と同じように動きが遅くなる。
ZONE3 AQUATIC RUIN ZONE（アクアティックルーインゾーン）
水中に沈んだ遺跡地帯。コースの半分は水中で、水中では地面から出る泡で息継ぎをしながら進む。
ZONE4 CASINO NIGHT ZONE（カジノナイトゾーン）
ネオンが輝く夜のカジノシティ。ステージ全体がピンボールのような作りになっている。スロットマシンの中に入ると、揃った絵柄に応じてリングを獲得できる。
ZONE5 HILL TOP ZONE（ヒルトップゾーン）
雲上の山岳地帯で、地上と洞窟を交互に通り抜ける。いたる所に溶岩があり、触れるとダメージを受ける。
ZONE6 MYSTIC CAVE ZONE（ミスティックケイブゾーン）
ツタ状の植物が繁茂した洞窟。アクト2には落下したら脱出不可能な落とし穴があるが、セガサターン版『ソニックジャム』では修正され脱出可能となっている。
ZONE7 OIL OCEAN ZONE（オイルオーシャンゾーン）
海がオイルで汚染されている原油採掘工場。この海は通常の水中と異なり、ジャンプをしないと少しずつ沈んでいき、一番下まで沈むとミスになる。また、オイルが流れている坂道では強制的に滑落し、スピンダッシュができない。
ZONE8 METROPOLIS ZONE（メトロポリスゾーン）
蒸気と歯車で構成された巨大な城塞。このゾーンに限りアクトが3つある。
開発当初、このステージのアクト3は別ステージ（GENOSIDE CITY ZONE）として前半に出す予定だったのが取り止めになり、先行してマップが完成していたのでこのステージのアクト3として編集されこのような形となった。
ZONE9 SKY CHASE ZONE（スカイチェイスゾーン）
スカイチェイスゾーンはソニックの愛機"トルネード"に乗ってドクター・エッグマンを追跡する。足場はトルネードと倒した後のドースンのみだが、トルネード号が常にソニックの真下にいるので、基本的に落下する心配はない。
ZONE10 WING FORTRESS ZONE（ウィングフォートレスゾーン）
アクト2に該当するウィングフォートレスゾーンはドクター・エッグマンの巨大空中戦艦。開始直後にトルネードが撃墜され、ソニックもしくはマイルスだけで行動することになる。ここもアクトは1つのみ。
ZONE11 DEATH EGG ZONE（デスエッグゾーン）
ドクター・エッグマンの宇宙ステーション。2体のロボットと戦う。前作のファイナルゾーンと同じく、リングが一つもないので厳しい戦いとなる。さらにミスをするとステージの最初からやり直しとなる。
セガサターン『ソニック ジャム』版では調整が入り、ステージの最初にリングが設置された。

### ベータ版
メガドライブ版『ソニック・ザ・ヘッジホッグ2』の開発初期（アルファ）版や開発段階（ベータ）版とされるものが主に海外向けのネット上で存在する（英語版の当項目記事も参照）。 
以下は『ソニック・ザ・ヘッジホッグ2』の完成版には存在しないステージである。また、他のステージにおいてもステージ名など完成版とは相違がある。以下の他には、タイトル画面や音楽の違い、「DEATH EGG ZONE」が当初はACT3構成だったと予測される情報もある。このベータ版のデータや情報を元に、ファンの手によって完成版にはない新たなステージも作られている。
WOOD ZONE（ウッドゾーン）
森の中のアスレチック面。ACT1の序盤部分のみ完成しており、後は未完成のゾーン。『METROPOLIS ZONE』の音楽を使用している。ベルトコンベアーやMETROPOLIS ZONEにあるようなテレーポーション用のチューブなどが存在するが、未完成であるため作動していない。
『ソニック・ザ・ヘッジホッグ2』は当初の設定では時間移動の概念が入れられる予定であったため（初期のパンフレットにもそれを基盤にしたストーリーが掲載されていた）、このステージは『METROPOLIS ZONE』の過去か未来にあたるのではないかとも言われたが、真実はよく分かっていない（時間移動の概念は『ソニック・ザ・ヘッジホッグCD』で実現した）。
GENOCIDE CITY ZONE（ジェノサイドシティゾーン）
ROMに名前だけ残っているゾーン。このステージの原案は『METROPOLIS ZONE』ACT3に転用された。また、企画書では『CYBER CITY ZONE』という名前であったという。
DUST HILL ZONE（ダストヒルゾーン）
海外のゲーム雑誌に写真のみ掲載されたゾーン。砂漠をイメージしたステージだったと思われる。また、製作者への質問で、このステージのパレットを白く変え、一部のキャラを入れ替えることによって雪のステージに見立てた『WINTER ZONE』というステージも開発される予定であったことが分かっている。
HIDDEN PALACE ZONE（ヒドゥンパレスゾーン）
同名ステージは『ソニック&ナックルズ』にもあるが実際は無関係なステージである。ACT1の途中まで完成している。ステージ構成はマップ下部分が水に覆われた洞窟である。ブリッジの上を通過すると、通過部分が光る演出がある。
序盤の1UPアイテムのキャラクターはソニックでプレイしても"テイルス"となっている。敵ロボットはコウモリ型と赤い恐竜型が確認できる。また、ステージ後半のパイプの蓋として緑色の大きな宝石が配置されている（パイプの先はステージが未完成なので奈落である）。ステージの最後に急激な角度の坂があるが、上る手段がない。ステージの最終部分には、『OIL OCEAN ZONE』のオイルの流れる坂道に似た水の滑り台がある。
完成版で未使用だったトラック10（サウンドテストで聴くことができる）の音楽はこのステージで使われる予定だったといわれている。ちなみに、『ソニック・ザ・ヘッジホッグ3』の裏技のステージセレクト画面は、このゲームと全く同じ物を使用しているが、その中にこのステージのためのものと思われるステージ用アイコンが存在している。このステージだけは完成版にデータが残っており、チートコードを入力することによってプレイが可能になる。しかし、グラフィックは削除されているため、画面は正常に表示されない。
2013年配信のスマートデバイス版や『ソニックオリジンズ』に収録されているリマスター版では、特定条件を満たすことで本ステージへ行くことが出来る。ステージはベータ版のパーツを用いて新たに構築されているが、前述のトラック10の音楽はステージ内では使用されていない。

## 登場キャラクター
ソニック・ザ・ヘッジホッグ
音速で走るハリネズミ。ウエストサイドアイランドでバカンスを楽しんでいたところ、ドクター・エッグマンの悪事を知る。
マイルス "テイルス" パウアー
2本の尻尾を持ったキツネ。通称「テイルス」。ソニックに憧れ、ソニックの後をついてくる。
ナックルズ・ザ・エキドゥナ
『ソニック&ナックルズ』と本ソフトのカートリッジを装着することで使用出来るキャラクター。ハリモグラでソニックのライバル。壁登りや滑空、マーシャルアーツを使ったアクションが出来るが、ジャンプ力が低いのでエッグマンロボ戦では落下の瞬間しかダメージを与えることができない。詳細は「ナックルズ・ザ・エキドゥナ」を参照。

## 敵キャラクター
ドクター・エッグマン
前作に引き続き登場する悪の天才科学者。カオスエメラルドを狙い、究極兵器デスエッグの完成と世界征服を目論んでいる。各ゾーンの最後にボスとして登場し、カプセル型の飛行マシン「エッグマンモービル」に乗って勝負を挑んでくる。
ゾーンボス
エッグマンモービルは、様々なアタッチメントを装着することにより多彩な攻撃ができる。ドクター・エッグマンは、各ゾーンごとに毎回異なるアタッチメントを装着して勝負を挑んでくる。メカソニックとデスエッグロボを除き、正式名称はないが、ここでは攻略本に記載されていた名称を準用する。
ドリル・エッグマン
ゾーン1のボス。エッグマンモービルと、地上を走行する先端に1本のドリルがついた車両が合体したメカ。直進してくる。あと1回の攻撃で破壊される状態になると、先端のドリルを飛ばしてくる。
ウォーター・エッグマン
ゾーン2のボス。足下に満たされている液体を吸い上げて頭上に落としてくる。また、足場の一部が反転し、落下の危険も伴う。
トンカチ・エッグマン
ゾーン3のボス。エッグマンモービルの先端に巨大なハンマーを装備し、これで左右に聳える石柱を叩くことにより矢を撃ちだす。
キャッチャー・エッグマン
ゾーン4のボス。クレーンゲームのようなツメをマシン下部に装着し、爆弾を落として来る。
サブマリン・エッグマン
ゾーン5のボス。潜水艦のような形態になっており、マグマの中から飛び出し、火の玉を撃ってくる。
ドリル・エッグマンII
ゾーン6のボス。2本のドリルを左右に装着している。このドリルで洞窟の天井を掘削し、鍾乳石のような尖った岩を落として攻撃してくる。また、前方に体当たりする。
サブマリン・エッグマンII
ゾーン7のボス。オイルの海の中に潜み、爪を飛ばす、レーザーを射出するなどの攻撃を行う。
フライング・エッグマン
ゾーン8のボス。エッグマンモービルに卵型のバリアを多数装備している。バリアはエッグマンモービルを中心にリング状に回転し、触れるとダメージを受ける。本体に攻撃すると、このバリアはエッグマンそっくりに変形して周囲を飛び跳ねる。分身は1回の攻撃で消滅する。分身がすべて無くなると光線の攻撃をしてくる。
バリアー・エッグマン
ゾーン10のボス。戦艦内部のメカ。3つのとげ付きの台を浮遊させて攻撃してくる。本体からは垂直方向にレーザーを発射する。
メカソニック (シルバーソニック)
ゾーン11のボスその1。ソニックを模した戦闘メカ。スピンダッシュの如く地面を転がる、直立中に背中の刃を回転させるなどの攻撃を行う。
デスエッグロボ
ゾーン11のボスその2。本ゲームの最終ボスであるエッグマン自身を模した巨大ロボット。飛行してからの落下攻撃のほか、小型爆弾の投下、先端にとげの付いたアームを飛ばす攻撃を行う。
ゾーンの途中に中間ポイントが存在しないため、デスエッグロボとの戦闘でミスになった際は再びメカソニック(シルバーソニック)戦からやり直しとなる。

## 移植版
- 全てセガ（セガゲームス）発売。
- 特記の無い場合はメガドライブ版の移植（エミュレーション作品も含む）。

| No. | タイトル                                               | 発売日                                           | 対応機種                                                                     | 開発元                                          | 発売元                  | メディア | 型式                                                                           | 売上本数 | 備考                                                                                           |
| --- | ------------------------------------------------------ | ------------------------------------------------ | ---------------------------------------------------------------------------- | ----------------------------------------------- | ----------------------- | --- | ------------------------------------------------------------------------------ | -------- | ---------------------------------------------------------------------------------------------- |
| 1   | ソニック ジャム                                        | - 1997年6月20日 - 1997年8月22日 - 1997年8月28日  | セガサターン                                                                 | ソニックチーム                                  | セガ                    | CD-ROM | GS-9147 81079 MK81079-50                                                       | -        |                                                                                                |
| 2   | サタコレ ソニックジャム                                | - 1998年7月23日                                  | セガサターン                                                                 | ソニックチーム                                  | セガ                    | CD-ROM | GS-9200                                                                        | -        | 廉価版                                                                                         |
| 3   | ソニック メガコレクション                              | - 2002年12月19日 - 2002年11月10日 - 2003年3月7日 | ニンテンドー ゲームキューブ                                                  | ソニックチーム                                  | セガ                    | 光ディスク | DOL-P-GSOJ                                                                     | -        |                                                                                                |
| 4   | ソニック メガコレクション プラス                       | - 2004年12月9日 - 2004年11月2日 - 2005年2月4日   | PlayStation 2 Xbox                                                           | ソニックチーム                                  | セガ                    | DVD-ROM | PS2:SLPM-65758 XB:ZD6-00003 PS2:SLUS-20917 XB:SKU-64057 PS2:SLES-52998         | -        |                                                                                                |
| 5   | メガドライブ プレイTV2                                 | - 2005年4月2日                                   | メガドライブ プレイTV                                                        | セガ                                            | セガトイズ              | プリインストール | -                                                                              | -        | 本体にあらかじめ収録されている6タイトルの中の一つ。 ジェネシス版（北米版）を収録。             |
| 6   | ソニック・ザ・ヘッジホッグ2                            | - 2006年                                         | FOMA903i （iアプリ）                                                         | セガ                                            | セガ                    | ダウンロード | -                                                                              | -        |                                                                                                |
| 7   | ソニック・ザ・ヘッジホッグ2                            | - 2007年6月19日 - 2007年6月11日 - 2007年7月6日   | Wii （バーチャルコンソール）                                                 | ソニックチーム セガテクニカルインスティチュート | セガ                    | ダウンロード | -                                                                              | -        | 日本では2015年10月30日 配信・販売終了。                                                        |
| 8   | ソニック・ザ・ヘッジホッグ2                            | - INT 2007年9月12日                              | Xbox 360 (Xbox Live Arcade)                                                  | ソニックチーム セガテクニカルインスティチュート | セガ                    | ダウンロード | -                                                                              | -        | 2022年5月20日配信・購入終了                                                                    |
| 9   | Sonic's Ultimate Genesis Collection                    | - 2009年2月10日 - 2009年2月20日                  | PLAYSTATION 3 Xbox 360                                                       | Backbone Entertainment                          | セガ                    | Blu-ray Disc DVD-ROM | -                                                                              | -        |                                                                                                |
| 10  | ソニック・ザ・ヘッジホッグ2                            | - 2009年2月19日                                  | EZアプリ (BREW)                                                              | セガ                                            | セガ （★ぷよぷよ!セガ） | ダウンロード | -                                                                              | -        |                                                                                                |
| 11  | SONIC THE HEDGEHOG 2                                   | - 2009年11月20日                                 | BlackBerry                                                                   | セガ                                            | セガ                    | ダウンロード | -                                                                              | -        |                                                                                                |
| 12  | ソニック・ザ・ヘッジホッグ2                            | - 2010年5月4日 - 2010年4月20日                   | iPhone iPod touch (iOS)                                                      | セガ                                            | セガ                    | ダウンロード | -                                                                              | -        | 2013年12月13日にバージョンアップ版がリリース。                                                 |
| 13  | SONIC THE HEDGEHOG 2                                   | - 2011年1月26日 - 2011年1月26日                  | Windows (Steam)                                                              | ソニックチーム セガテクニカルインスティチュート | セガ                    | ダウンロード | -                                                                              | -        | 日本国内でも購入可能。期間限定(2020年10月20日)で無料で入手できる。 2022年5月20日配信・購入終了 |
| 14  | セガビンテージコレクション ソニック・ザ・ヘッジホッグ2 | - 2011年7月28日 - 2011年4月19日 - 2011年4月20日  | PlayStation 3 （PSN）                                                        | セガ                                            | セガ                    | ダウンロード | - NPJB-00127                                                                   | -        | 2022年5月20日配信・購入終了                                                                    |
| 15  | ソニック・ザ・ヘッジホッグ2                            | - 2013年12月13日                                 | Android                                                                      | セガ                                            | セガネットワークス      | ダウンロード | -                                                                              | -        |                                                                                                |
| 16  | 3D ソニック・ザ・ヘッジホッグ2                         | - 2015年7月22日 - INT 2015年10月8日              | ニンテンドー3DS （セガ3D復刻プロジェクト）                                   | エムツー                                        | セガ                    | ダウンロード | -                                                                              | -        |                                                                                                |
| 17  | Sega Genesis Classics                                  | 2018年5月29日 Switch 2018年12月7日 2018年12月6日 | Linux macOS PlayStation 4 Xbox One Nintendo Switch                           | d3t セガ                                        | セガ                    | ダウンロード (Steam、PlayStation Store、 Microsoft Store、 ニンテンドーeショップ) BD-ROM Nintendo Switch専用ゲームカード | PS4: CUSA-10828 CUSA-09771 XBO: INL-SE10663080 Switch: HAC-P-AQGKB HAC-P-AQGKA | -        |                                                                                                |
| 18  | ソニック・ザ・ヘッジホッグ2 SONIC THE HEDGEHOG2 (英題) | - 2019年9月19日 - 2019年9月19日 - 2019年10月4日  | メガドライブ ミニ                                                            | エムツー                                        | セガゲームス            | プリインストール | - HAA-2520 - MK-16000                                                          | -        | メガドライブ復刻機にあらかじめ収録されている42タイトルの中の1つ。                              |
| 19  | SEGA AGES ソニック・ザ・ヘッジホッグ2                  | - 2020年2月13日                                  | Nintendo Switch （SEGA AGES）                                                | エムツー                                        | セガゲームス            | ダウンロード | -                                                                              | -        |                                                                                                |
| 20  | セガ メガドライブ for Nintendo Switch Online           | 2021年10月26日                                   | Nintendo Switch                                                              | 任天堂 エムツー                                 | 任天堂                  | ダウンロード | -                                                                              | -        |                                                                                                |
| 21  | ソニックオリジンズ                                     | 2022年6月23日                                    | Nintendo Switch PlayStation 4 PlayStation 5 Xbox One Xbox Series X/S Windows | Headcannon                                      | セガ                    | ダウンロード | -                                                                              | -        | SEGA Forever版の移植                                                                           |

PlayStation 3版『セガビンテージコレクション ソニック・ザ・ヘッジホッグ2』
- 「セガビンテージコレクション」第2弾として配信。

Android版
- 2013年12月13日配信開始。「ロックオンシステム」を使わずとも「ナックルズ」でのプレイが可能なほか、前作同様にワイドスクリーン対応・フレームレートの60fps化などが実施されており、スペシャルステージのグラフィックも大きく向上している。
- iOS版も同日にAndroid版同様のバージョンアップ版がリリースされた。

ニンテンドー3DS版『3D ソニック・ザ・ヘッジホッグ2』
- 「セガ3D復刻プロジェクト」第2期第8弾（通算16作目）として配信。前々年に配信された『3D ソニック・ザ・ヘッジホッグ』に準拠した仕様の移植が成された。
- 2016年12月にリリースされたパッケージ版『セガ3D復刻アーカイブス3 FINAL STAGE』にも収録された[注 1]。

Nintendo Switch版『SEGA AGES ソニック・ザ・ヘッジホッグ2』
- 2018年より展開中の新生SEGA AGESシリーズの1作として移植・リリース。第1弾として『SEGA AGES ソニック・ザ・ヘッジホッグ』（1991年MD版の移植作）がリリースされており、本作もそれに準拠した移植が行われる[13]。さらに3DS版『2』で実装した付加要素も裸眼立体視以外は概ね継承する他、『ナックルズinソニック2』を収録。
- 移植の企画当初からソニックシリーズとぷよぷよシリーズを限られた2本ずつの中から本作が選ばれたが『セガソニック・ザ・ヘッジホッグ』を初めとする他のソニックシリーズは挙がらなかった[14]。
- 『ナックルズinソニック2』収録の理由は、前作同様「メガプレイバージョン」の収録予定を立てたものの、内容がメガドライブ版と変わらず面白さを感じなくなった事が明かされている[14]。
- 開発ラインは前作と同時進行して2019年2月あたりから本格的になった。同年の6月には「ソニックマニア」の「ドロップダッシュ」を搭載したバージョンが完成。前作のデータを流用できなくなった為、本作用の「ドロップダッシュ」のグラフィックを開発した[14]。
- 画面の2分割表示の再現はメガドライブミニ版は苦労するほどスペックが厳しかったが、Switch版はスペックに余裕があった為、苦労しなかったという[14]。
- 隠しコマンドは使えるがオンラインランキング集計の対象外になる[14]。

## 音楽
前作に引き続き、BGMはDREAMS COME TRUEの中村正人により作曲された。エンディングテーマをベースに歌詞をつけた曲『SWEET SWEET SWEET』は、ドリームズ・カム・トゥルーのアルバム『The Swinging Star』『DREAMAGE-DREAMS COME TRUE “LOVE BALLAD COLLECTION”』などにも収録されている。また、Xbox 360とPS3版「ソニック・ザ・ヘッジホッグ」では『SWEET SWEET SWEET』のリアレンジ版『SWEET SWEET SWEET－06 AKON MIX－』が収録された。
この他、全国のセガのゲームセンターで、エメラルドヒルゾーンのBGMが使われている。

## スタッフ
- エグゼクティブ・プロデューサー：中山隼雄
- プロデューサー：豊田信夫
- ディレクター：よしいまさはる
- チーフ・プログラマー：中裕司 (YU2)
- ゲーム・プランナー：安原広和 (CAROL YAS)
- キャラクター・デザイン、チーフ・アーティスト：山口恭史 (JUDY TOTOYA)
- アシスタント・プログラマー：ビル・ウィルス、山元雅信
- オブジェクト配置：安原広和、あんとうたかひろ、菅野豊
- スペシャル・ステージ・オブジェクト配置：菅野豊
- ゾーン・アーティスト：山口恭史、クレーグ・スティット、ブレンダ・ロス、石渡爾奈、トム・ペイン、PHENIX RIE（小玉理恵子）
- スペシャル・ステージ・アート&CG：ティモシー・スケリー、ピーター・モラウィエク
- 音楽：中村正人（ドリームズ・カム・トゥルー）
- サウンド・プログラマー：嶋田智幸
- サウンド・アシスタント：MACKY（牧野幸文）、JIMITA（久保田浩）、MILPO（香嶋良昭）、IPPO（竹内出穂）、S.O（小河幸男）、OYZ（瀬津丸勝）、N.GEE（長尾優進）
- プロジェクト・アシスタント：片木秀一、はまのたかひろ、大岡良樹、スティーブ・ウォーター
- ゲーム・マニュアル：高橋よういち、キャロル・アン・ハンシャウ
- エグゼクティブ・サポーター：桜井大三郎、鈴木久司、トーマス・カリンスキー、峰岸ふじお、宇都宮たかはる
- スペシャル・サンクス：シンディー・クレイヴラン、フランス・タンティアド、斉藤だいすけ、青木くにたけ、青木つねこ、デボラ・マクラッケン、山田辰夫、ブロードリック・マカラエグ、LOCKY P（西山彰則）、かわむらまさあき

## 評価
- ゲーム誌『ファミコン通信』のクロスレビューでは合計30点（満40点）でシルバー殿堂入りを獲得している[20]。

- ゲーム誌『メガドライブFAN』の読者投票による「ゲーム通信簿」での評価は以下の通りとなっており、26.58点（満30点）となっている[1]。また、同雑誌1993年7月号特別付録の「メガドライブ&ゲームギア オールカタログ'93」では、「ゲーム中のグラフィックはもとより、マップやトラップなども前作に比べてはるかに充実している。また、無敵のスーパーソニック、スーパーテイルスなどのウルテクもいっぱい」と紹介されている[1]。

| 項目 | キャラクタ | 音楽 | 操作性 | 熱中度 | お買得度 | オリジナリティ | 総合  |
| 得点 | 4.78       | 4.34 | 4.51   | 4.29   | 4.38     | 4.28           | 26.58 |

- ゲーム本『メガドライブ大全』（2004年、太田出版）では、「当社比1.2倍の速さになったと言うけれど、元から速すぎるのでよく分かんない」、「2Pプレイ時、オドロキの上下二分割画面は、さすが天才・中裕司による賜物」、「もはや世界的な人気を得ていたソニックに続いてテイルスも、そのルックスと独特な浮遊感から大きな人気を得た」と評している[34]。

## 8ビット版
日本国外（PAL地域、PAL region）では同名のタイトルで1992年10月16日にセガ・マスターシステム用ソフトとして発売され、その後日本でもメガドライブ版と同じ日にゲームギア用ソフトとして発売された（ゲームギア版は日本国外でも発売）。ただし、内容はメガドライブ版と別物で、主人公のソニックがドクターエッグマンにさらわれたテイルスを救出するというストーリーになっている。
また、セガ・マスターシステム版はオープニングのBGMが違うなどのゲームギア版とは若干の差異がある。
2008年11月18日より、Wiiのバーチャルコンソールにて海外版のマスターシステムが配信された。また、2012年10月31日にはニンテンドー3DSのバーチャルコンソールでゲームギア版が配信されている。

### ゲーム内容

#### ストーリー
ソニックの活躍で平和を取り戻したサウスアイランドにまたもやドクター・エッグマンの魔の手が迫っていた。ある日いつもの気まぐれな冒険から戻ったソニックの元に相棒"マイルス"（テイルス）から手紙が届いた。その手紙によるとマイルスとサウスアイランドの動物たちはドクター・エッグマンに拐われてしまったという。
マイルスは"クリスタルエッグ"に捕らわれている時にエッグマンにこの手紙を書かされたようである。しかしクリスタルエッグに入るためには6つのカオスエメラルドを持っていないと入れない。手紙を読み終えるいなやソニックは駆け出した。果たしてソニックはマイルスと動物たちを助け出すことができるだろうか。

#### ゲームシステム
本作は全7個のゾーンに分かれていて、最後のゾーンはカオスエメラルドを6つ集めないと進めない。メガドライブ版といくつか同じステージがあった前作と違い、全て本作オリジナルのステージとなっている。また、今作もアクト3はリング0枚で挑まないといけない。

#### カオスエメラルド
本作のカオスエメラルドは6つあり、5つはゾーン1-5のどこかに隠されている。これを取るとコンティニュー回数が1回増える。最後の一つはカオスエメラルドを5つ持った状態でゾーン6のボスを倒すと獲得できる。すべてのカオスエメラルドを取得すると真の最終ゾーンに進める。

#### ステージ構成
UNDER GROUND ZONE（アンダーグラウンドゾーン）
トロッコを使ってマグマのある地下を進んでいく。
SKY HIGH ZONE（スカイハイゾーン）
高山のステージ。ハンググライダーを使っていく。
AQUA LAKE ZONE（アクアレイクゾーン）
水中のステージ。一定の速度で方向ボタンを押したまま回転アタックしながら水中に飛び込むことで水切りが可能になる。
GREEN HILLS ZONE（グリーンヒルズゾーン）
草原のステージ。ジャンプ台を上手に使う必要がある。ステージBGMとして、『ソニック・ザ・ヘッジホッグCD』（日本・欧州版）のOPテーマ曲「Sonic‐You Can Do Anything」の原曲が流れる。
GIMMICK MOUNTAIN ZONE（ギミックマウンテンゾーン）
歯車、ベルトコンベアが設置されているステージ。アクト3には初見殺しがある。
SCRAMBLED EGG ZONE（スクランブルドエッグゾーン）
パイプが張り巡らされたステージ。順番通りに進まないと元いた場所に戻されてしまうパイプもある。
CRYSTAL EGG ZONE（クリスタルエッグゾーン）
カオスエメラルドを6個集めないと進めない。このゾーンをクリアできたらテイルスを救出でき、真のエンディングが見られる。

### キャラクター

#### 敵ロボット
タラバンガニガニ
ゾーン1・3・4・6に出現。カニ型Eシリーズ櫃ロボット。
ニュージミー "モトラバグ"
ゾーン1・4に出現。テントウムシ型Eシリーズオートバイロボット。
ニューメレオン
ゾーン1・2・4に出現。カメレオン型Eシリーズロボット。
ガメガメ
ゾーン2・6に出現。カメ型Eシリーズロボット。
ザリリン
ゾーン3に出現。ザリガニ型Eシリーズロボット。
ドリリンモグリン
ゾーン5に出現。モグラ型Eシリーズブルドーザーロボット。
ブートントントン
ゾーン5に出現。ブタ型ロEシリーズボット。
ニューボムモトラバグ
ゾーン5・6に出現。テントウムシ型Eシリーズ爆弾ロボット。

#### ボス
アリジゴクメカ
ゾーン1のボス。画面外からエッグマンが発射してくる爆弾を避けながらボスに当てて、最後に突進してくるエッグマンを避けると倒せる。
ガチョウメカ
ゾーン2のボス。小さな鳥のロボットを何回か倒すと下に落ちて、そのロボットを出してくる卵を壊すと出てくる。口からソニックのいる場所に飛んでくる弾を出す。
メカアシカ
ゾーン3のボス。鼻で風船を膨らましてくるので、膨らましている間に風船を攻撃。
メカブタ
ゾーン4のボス。丸まって谷を転がる、水平に移動する、ジャンプして反対側に跳ぶのいずれかで攻撃してくる。丸まっていない時が攻撃のチャンス。
イノブタメカ
ゾーン5のボス。ソニックに向かって突進してくる。正面からスピンアタックでぶつかるか壁にぶつかると背中のトゲが引っ込むのでその時に攻撃。ある程度攻撃すると岩が降ってくる。
メカソニック (シルバーソニック)
ゾーン6の最終ボス。ソニックのようにスピン状態になるかアームを伸ばして攻撃する。スピンアタックはこちらもスピン状態でぶつかれば跳ね返る。カオスエメラルドを5つ持った状態で倒すと最後の1つを落とす。
Dr.エッグマン
クリスタルエッグゾーンのボス。パイプを使って電撃やエネルギー弾などの攻撃を避ける。

### セガ・マスターシステム版およびゲームギア版の移植
| No. | タイトル                                     | 発売日                                             | 対応機種                                                                     | 開発元         | 発売元 | メディア                | 型式                                   | 売上本数 | 備考                           |
| --- | -------------------------------------------- | -------------------------------------------------- | ---------------------------------------------------------------------------- | -------------- | ------ | ----------------------- | -------------------------------------- | -------- | ------------------------------ |
| 1   | ソニック・ザ・ヘッジホッグ2                  | - 1992年11月21日 - 1992年11月17日 - 1992年10月29日 | ゲームギア                                                                   | アスペクト     | セガ   | 4メガビットロムカセット | - G-3321 - 2507 - 2507-50              | -        |                                |
| 2   | 名作コレクション ソニック・ザ・ヘッジホッグ2 | - 1993年12月10日                                   | ゲームギア                                                                   | アスペクト     | セガ   | 4メガビットロムカセット | G-3338                                 | -        | 廉価版                         |
| 3   | ソニックアドベンチャーDX                     | - 2003年6月18日 - 2003年6月18日 - 2003年6月27日    | ニンテンドー ゲームキューブ                                                  | ソニックチーム | セガ   | 光ディスク              | - DOL-P-GASJ - DOL-P-GXSE - DOL-P-GXSP | -        |                                |
| 4   | ソニックアドベンチャーDX                     | - 2003年12月18日 - 2004年9月14日 - 2004年2月6日    | Windows                                                                      | ソニックチーム | セガ   | CD-ROM ダウンロード     | - HCJ-0344 - SEGA-PC002                | -        |                                |
| 5   | ソニック・ザ・ヘッジホッグ2                  | - 2008年11月18日 - 2008年12月8日 - 2008年12月26日  | Wii （バーチャルコンソール）                                                 | アスペクト     | セガ   | ダウンロード            | -                                      |          | セガ・マスターシステム版の移植 |
| 6   | ソニック・ザ・ヘッジホッグ2                  | - 2012年10月31日 - 2013年6月27日 - 2013年6月27日   | ニンテンドー3DS （バーチャルコンソール）                                     | アスペクト     | セガ   | ダウンロード            | -                                      |          | ゲームギア版の移植             |
| 7   | ソニックオリジンズ・プラス                   | 2023年6月23日                                      | Nintendo Switch PlayStation 4 PlayStation 5 Xbox One Xbox Series X/S Windows | Headcannon     | セガ   | ダウンロード            | -                                      |          | ゲームギア版の移植             |

### 音楽
ゲームギア版では尾形雅史と幡谷尚史がBGMを担当した。「GREEN HILLS ZONE」のBGMは、『ソニック・ザ・ヘッジホッグCD』の日本・欧州版OPテーマ曲「Sonic‐You Can Do Anything」の原曲となっている。なお『ソニック&テイルス』（SONIC CHAOS）の「MECHA GREEN HILL ZONE」では、このBGMをリミックスしたものが使用されている。

### スタッフ
- 音楽：TOMOZOU（遠藤智三）、SHIMACHAN、RAY
- プログラム：KO.KO、SEMIMARU、TEA TEA、TOSIYAN
- アート：JLY KING（福本久人）、NOBURIN（本田のぶひこ）、TEZ、U.D.K
- エディット：RAIZOU、M.SHIMA、END、MARIYURI
- サウンド：GATAO（尾形雅史）、NAO CHAN（幡谷尚史）、DAWASA（澤田朋伯）
- サンクス：ASOHY（麻生宏）、TAKU.S（庄司卓）、THE HASE（長谷川勝弘）、THOMAS Y（湯田高志）、OKUSAN、LUNARIAN（新谷憲司）、HITMEN、アスペクト

### 評価
ゲーム誌『ファミコン通信』の「クロスレビュー」では合計24点（満40点）となっている。